# Charlotta Fougberg
Charlotta Fougberg (née le 19 juin 1985) est une athlète suédoise, spécialiste du 3 000 m steeple.

## Biographie
Elle remporte l'épreuve du 3 000 m steeple lors des championnats d'Europe par équipes 2014, à Brunswick en Allemagne.

## Palmarès
| Date | Compétition                       | Lieu      | Résultat | Épreuve     | Temps          |
| ---- | --------------------------------- | --------- | -------- | ----------- | -------------- |
| 2014 | Championnats d'Europe par équipes | Brunswick | 1re      | 3 000 m st. | 9 min 35 s 92  |
| 2014 | Championnats d'Europe             | Zurich    | 2e       | 3 000 m st. | 9 min 30 s 16  |
| 2017 | Championnats d'Europe en salle    | Belgrade  | 12e      | 3 000 m     | 9 min 09 s 53  |
| 2018 | Championnats d'Europe             | Berlin    | 9e       | 5 000 m     | 15 min 24 s 36 |
| 2018 | Championnats d'Europe             | Berlin    | 7e       | 10 000 m    | 32 min 43 s 04 |

## Records
| Épreuve         | Performance   | Lieu    | Date            |
| --------------- | ------------- | ------- | --------------- |
| 3 000 m steeple | 9 min 23 s 96 | Glasgow | 12 juillet 2014 |